# Mogens Krogh
Mogens Krogh (ur. 31 października 1963 w Hjørring) – były duński piłkarz występujący na pozycji bramkarza, obecnie trener.
Piłkę nożną trenował na początku w małych klubach Horne KFUM i Tårs Ugilt. W wieku 18 lat przeniósł się do czołowego klubu pierwszoligowego, Ikast FS. W 1991 roku Brøndby IF sprzedało Petera Schmeichela i pozostawało bez bramkarza. Wtedy klub zdecydował się zatrudnić Krogha. W ligowym spotkaniu z Aarhus GF strzelił bramkę na 3-3 i dzięki temu trafieniu udało mu się wywalczyć razem z drużyną pierwsze w karierze mistrzostwo kraju. W Brøndby grał do 2002 roku i w okresie tym dwa puchary i cztery mistrzostwa kraju.
Był rezerwowym bramkarzem reprezentacji Danii na EURO 1992, gdzie kadra sięgnęła po złoty medal. W 1995 roku wygrał zaś Puchar Konfederacji (zagrał w jednym meczu i obronił dwa karne z Argentyną).